# Oskars Kļava
Oskars Kļava (ur. 8 sierpnia 1983 w Lipawie) – łotewski piłkarz grający na pozycji środkowego obrońcy.

## Kariera klubowa
Kļava pochodzi z Lipawy. Karierę piłkarską rozpoczął w klubie Liepājas Metalurgs. W 2002 roku zadebiutował w jego barwach w pierwszej lidze łotewskiej i w tamtym roku stał się podstawowym zawodnikiem Metalurgsa. W sezonie 2003 po raz pierwszy w karierze został wicemistrzem kraju, podobnie jak w 2004 roku. W 2005 roku wraz z Metalurgsem wywalczył swój pierwszy w karierze tytuł mistrza kraju. W 2006 i 2007 roku ponownie został wicemistrzem kraju, a w 2006 roku zdobył także Puchar Łotwy. W 2009 roku przyczynił się do wywalczenia przez Metalurgs drugiego w historii klubu mistrzostwa Łotwy.
W 2010 roku Kļava zmienił klub i przeszedł do rosyjskiego zespołu Anży Machaczkała. W 2011 roku został wypożyczony do FK Chimki. Od 2012 roku ponownie jest graczem klubu Liepājas Metalurgs.
| Sezon   | Klub               | Kraj        | Rozgrywki        | Mecze | Bramki |
| ------- | ------------------ | ----------- | ---------------- | ----- | ------ |
| 2002    | Liepājas Metalurgs | Łotwa       | Virslīga         | 17    | 0      |
| 2003    | Liepājas Metalurgs | Łotwa       | Virslīga         | 17    | 0      |
| 2004    | Liepājas Metalurgs | Łotwa       | Virslīga         | 16    | 1      |
| 2005    | Liepājas Metalurgs | Łotwa       | Virslīga         | 25    | 0      |
| 2006    | Liepājas Metalurgs | Łotwa       | Virslīga         | 27    | 1      |
| 2007    | Liepājas Metalurgs | Łotwa       | Virslīga         | 24    | 1      |
| 2008    | Liepājas Metalurgs | Łotwa       | Virslīga         | 24    | 2      |
| 2009    | Liepājas Metalurgs | Łotwa       | Virslīga         | 27    | 2      |
| 2010    | Liepājas Metalurgs | Łotwa       | Virslīga         | 12    | 0      |
| 2010    | Anży Machaczkała   | Rosja       | Priemjer-Liga    | 11    | 0      |
| 2011/12 | FK Chimki          | Rosja       | Pierwyj diwizion | 11    | 0      |
| 2012    | Liepājas Metalurgs | Łotwa       | Virslīga         | 14    | 2      |
| 2012/13 | AZAL PFK Baku      | Azerbejdżan | Premyer Liqa     | 25    | 2      |

## Kariera reprezentacyjna
W reprezentacji Łotwy Kļava zadebiutował 24 grudnia 2005 roku w zremisowanym 1:1 spotkaniu Pucharu Króla Tajlandii z Tajlandią. Wraz z Łotwą wystąpił w eliminacjach do Euro 2008 i Mistrzostw Świata 2010.